# 1989-es Vuelta ciclista a España
Az 1989-es Vuelta a España volt a 44. spanyol körverseny. 1989. április 24-e és május 15-e között rendezték. A verseny össztávja 3656 km volt, és 21 szakaszból állt. Végső győztes a spanyol Pedro Delgado lett.

## Végeredmény
|    | Versenyző             | Csapat      | Idő           |
| -- | --------------------- | ----------- | ------------- |
| 1  | Pedro Delgado         | Reynolds    | 93 óra 01' 47 |
| 2  | Fabio Parra           | Kelme       | 35            |
| 3  | Óscar de Jesús Vargas | Postobón    | 3' 09         |
| 4  | Federico Echave       | BH-Sport    | 3' 24         |
| 5  | Álvaro Pino           | BH-Sport    | 4' 28         |
| 6  | Ivan Ivanov           | Alfa Lum    | 5' 00         |
| 7  | Iñaki Gastón          | Kelme       | 7' 24         |
| 8  | Pedro Saúl Morales    | Kelme       | 7' 59         |
| 9  | Jean Claude Bagot     | R.M.O.      | 8' 23         |
| 10 | Luc Suykerbuyk        | Lotus-Zahor | 9' 44         |